# 2021년 아이티 지진
2021년 아이티 지진은 2021년 8월 14일 아이티에서 일어난 규모 7.2의 지진이다. 진앙은 아이티 서남부 프티트루드니프 시에서 남동쪽으로 13.5㎞ 떨어진 지점으로 밝혀졌다.
이번 지진의 진동은 진앙으로부터 125km 떨어진 아이티의 수도 포르토프랭스는 물론 이웃국가인 도미니카 공화국과 자메이카, 쿠바에서도 감지되었으며, 현재까지 2,207명이 사망한 것으로 집계되었다.
지진 발생 직후 아리엘 앙리 총리는 트위터로 긴급지원을 위한 구조팀 파견에 나섰음을 밝히며, 특히 레카이 시의 병원에 부상자가 넘쳐나고 있다는 사실을 지적했다. 앙리 총리는 비행기 상공에서 바라본 레카이 시의 피해현장을 사진으로 전하기도 했다.

## 같이 보기
- 2010년 아이티 지진
- 엔리퀼로-플랜가든 단층